# Yzeuville
Yzeuville est un quartier du secteur Nord-Est du Mans, tirant son nom d'un ancien propriétaire local, M. Yzeux, qui a aussi donné son nom à l'avenue Yzeux.

## Géographie

### Situation
Le quartier d'Yzeuville se situe dans l'est de la ville du Mans, sur l'ancienne commune Sainte-Croix, annexée par le Mans en 1855. Enclavé derrière le Jardin des Plantes, il se limite à l'est par le secteur de la vallée Saint-Blaise, par la rue Prémartine au nord et la rue de l'éventail au sud. 

### Principales artères
- Avenue Yzeux
- Boulevard Bobby Sands
- Boulevard Mutuel
- Rue de l'Ardoise
- Rue Prémartine
- Rue de l'éventail

## Histoire
Jusqu'aux années 1990, le quartier a tiré la ville vers la campagne, mais il est aujourd'hui pleinement urbanisé. Il s'agit d'un ensemble de lotissements et de nouvelles maisons avec jardins publics et privés. Les maisons sont modestes et économiques.
Traditionnellement, le quartier forme la coupure avec le quartier dit bourgeois du "jardin des plantes", aussi appelé Sainte-Croix. Le quartier a dû répondre à la crise du logement qui s'est annoncée dans la ville aux alentours de 1946. Alors que le quartier aurait dû être construit pendant l'entre-deux-guerres, la Seconde Guerre mondiale a finalement retardé son éclosion. Lorsqu'elle a pris fin, la priorité a été donnée à la rénovation des quartiers déjà existants. 
Par la suite, dans les années 1970, le quartier de Gazonfier est venu se jouxter au quartier d'Yzeuville, sur le même modèle et repoussant davantage les limites de la ville.

## Services
C'est au sein de ce quartier que la SETRAM a pris l'initiative de créer le service de "taxibus". En effet, aucune ligne ne passait par le quartier alors que les quartiers alentour bénéficiaient d'excellentes liaisons avec le centre-ville. Il s'agit ainsi d'un service de bus « à la demande » permettant le déplacement pour tous les usagers du quartier. Le 23 avril 2012, une ligne de bus a été créée faisant ainsi la liaison entre le quartier et la place des Comtes-du-Maine, la ligne 9. 